# 조쉬 블레이록
조시 블레이록(Josh Blaylock, 1990년 3월 29일 ~ )은 미국의 배우이다.
콜린군에서 태어났다.

## 출연 작품

### 영화
- 노인을 위한 나라는 없다 (2007) - 자전거 소년 1 역
- Love at First Hiccup (2009)
- 쉿 이어 (2010, Shit Year)